# Totenangel

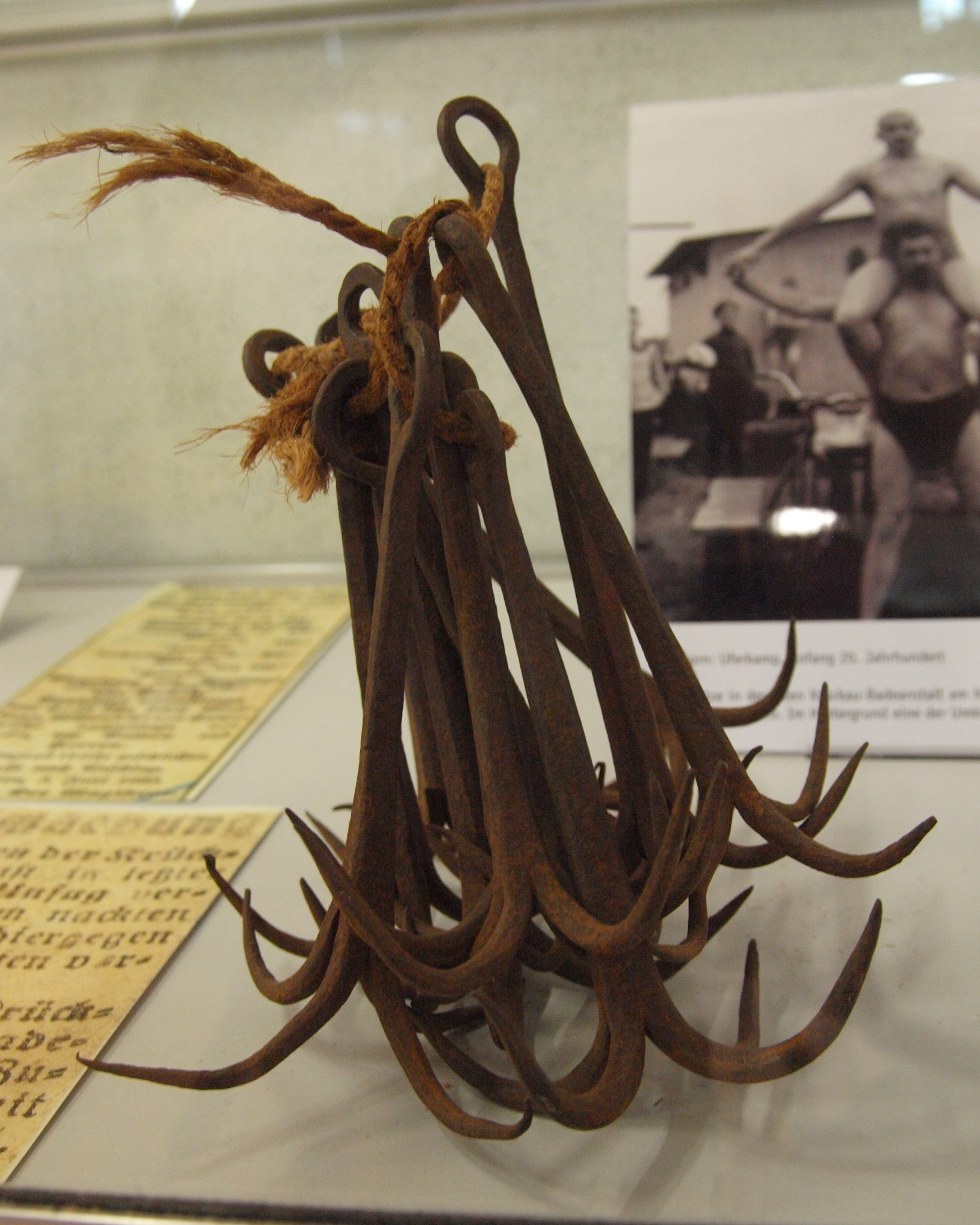
Draggen einer Totenangel aus dem 19./20. Jahrhundert im Industriemuseum Elmshorn

Eine Totenangel oder auch Leichenangel ist ein Gerät zum Bergen von Wasserleichen oder Gegenständen vom Grund von Gewässern.
Totenangeln bestehen aus einer Reihe drei- oder vierzinkiger Haken (Draggen) die in gleichmäßigen Abständen über kurze Ketten oder Leinen an einem Querträger montiert sind. Der Querträger ist über eine schwimmfähige Leine mit dem Suchboot verbunden. Die Totenangel wird von dem Suchboot aus in regelmäßigen Bahnen über den Grund des abzusuchenden Gewässers gezogen, wobei sich im günstigen Fall die Suchobjekte in den Draggen verfangen und an Bord gezogen werden können. Totenangeln oder Leichenangeln gehören zur Ausrüstung für die Wasserrettung von Feuerwehren und werden unter anderem bei der Suche nach vermuteten Wasserleichen eingesetzt, wo der Einsatz von Tauchern nicht möglich oder sinnvoll ist.